# 배리 라킨
배리 루이스 라킨(Barry Louis Larkin, 1964년 4월 28일 ~ )은 은퇴한 미국의 메이저 리그 베이스볼 선수이다. 라킨은 1986년부터 2004년까지 신시내티 레즈를 위하여 유격수로 활약하였고 1990년 월드 시리즈를 우승한 레즈 팀에 중축의 선수들 중의 하나였다. 그는 2012년 1월 국립 야구 명예의 전당에 선출되었고 그해 7월 22일에 헌액되었다.
신시내티에서 태어나 자라온 라킨은 자신이 대학 야구를 활약한 미시간 대학교에서 수학하였다. 그는 1986년 메이저 리그 베이스볼 데뷔를 하기 전에 간단히 마이너 리그에서 활약하였다. 그는 빠르게 레즈를 위하여 출발 유격수 역할을 이기고 팀과 함께 강한 시즌들의 장기 흥행을 즐겼다. 라킨은 1997년과 2003년 사이에 부상들의 연발과 함께 분투하여 몇몇의 시즌들에서 그의 활약 시기를 한계시켰다.
라킨은 2004년 시즌 이후에 은퇴하고 야구 분석자로서 ESPN에 가입할 때까지 몇년 동안 워싱턴 내셔널스를 위하여 본부 직위에서 일하였다. 그는 2009년 월드 베이스볼 클래식에서 미국 팀의 코치를 맡고, 2013년 같은 이벤트를 위한 자격 경기들에서 브라질 국가 대표 팀의 감독을 맡았다.
라킨은 그의 시기의 최고 선수들 중의 하나로 숙고되어 9개의 실버 슬러거 상과 3개의 골든 글로브 상을 수상하였다. 그는 메이저 리그 올스타 경기에 12번이나 선발되었고 1995년 내셔널 리그 MVP 선수로 선출되었다.

## 어린 시절
라킨은 신시내티 디어파크에 있는 세인트존스 에반젤리스트 초등학교를 다녔다. 그의 고등학교는 또한 신시내티에 있는 아치비숍 몰러 고등학교였다.

## 대학 경력
라킨은 전설적 코치 보 솀베클러를 위하여 활약하는 데 미시간 대학교로 미식축구 장학금을 받았으나 자신의 신입생 해의 동안에 그는 야구를 하기로 결정하였다. 그는 2번이나 올아메리칸 선수였고 1983년과 1984년 2개의 칼리지 월드 시리즈에서 지위들로 울버린스를 이끌었다. 그는 또한 1984년과 1985년 "올해의 빅텐 선수"로 임명되었다. 라킨의 등번호 16번은 2010년 5월 1일 학교에 의하여 영구 결번되었다.

## 마이너 리그 경력
라킨은 1985년 동부 리그 챔피언십을 우승한 버몬트 레즈와 활약하였고 1986년 "올해의 신인 선수"와 덴버 제퍼스와 함께 "올해의 AAA 선수"였다. 전체로 봐서 그는 자신의 프로 경력에서 177개 만의 마이너 리그 경기들에서 활약하였다.

## 메이저 리그 베이스볼 경력

### 초반 경력
메이저 리그에 도착한 후, 라킨은 1987년 출발 선수로서 자신을 설립하기 전에 출발 유격수 범위를 위하여 동료 전망 서수 커트 스틸웰과 싸웠다. 1988년 라킨은 588개의 타수에서 24번 만을 스트라이크아웃 시키면서 전부의 메이저 리그 선수들을 지도하였다. 라킨은 레즈가 오클랜드 애슬레틱스의 4개 경기에 연승하는 도움을 주는 데 1990년 월드 시리즈에서 .353점을 타구하였다. 1991년 6월 27일부터 28일까지 라킨은 2개의 연속적 경기들의 기간에서 5개의 홈런을 치는 데 처음이자 마지막 유격수가 되었다.
1991년 시즌 이후에 라킨은 레즈가 우승하는 데 위임을 가졌나를 의문하였다. 그는 자신의 계약이 다음해에 만기가 될 때에 팀을 떠날 것 같다고 말하였으나 그는 레즈가 투수들 팀 벨처와 그렉 스윈델을 한산기에 획득할 때 용기를 얻었다. 1992년 1월 레즈는 그를 25.6백만 달러의 5년 계약으로 맺었다. 그때 4명의 선수들 만이 더 큰 계약들을 가졌고 라킨은 최고 봉급 유격수였다. 라킨은 그해 올스타로 선발되지 않았으나 자신의 5번째 연속적 실버 슬러거 상을 수상하였다.
1993년 그는 로베르토 클레멘테 상을 수상하였다. 1995년 라킨은 내셔널 리그 MVP 상을 수상하는 데 타구에서 6위(.319), 도루에서 2위(51)였으며 1962년 모리 윌리스 이래 유격수에 의하여 처음이었다. 그는 레즈를 중부 디비전 타이틀과 그해 최종적 챔피언 애틀랜타 브레이브스에게 패한 시리즈가 열리는 동안에 자신이 .389점을 타구한 내셔널 리그 챔피언십 시리즈로 이끌었다. 1996년 라킨은 경력 사상 33개의 홈런을 치고 36개의 본루를 도루하여 메이저 리그 역사상 30-30 클럽에 가입하는 데 첫 유격수가 되었다. 그는 주장적으로 이전 해 자신이 가진 자신의 MVP 해보다 1996년에 더욱 낳은 시즌을 가졌다.

### 중반 경력
라킨은 1997년 시즌이 오기 전에 레즈의 주장으로 임명되어 데이브 콘셉시온의 은퇴 이래 명예를 얻는 데 첫 선수로 만들었다. 그 시즌이 시작되면서 라킨은 자신 경력의 마지막 몇년을 통하여 부상을 입었다. 그는 자신의 종아리뼈와 아킬레스건 부상으로 인하여 그해 55개의 경기를 놓쳤다. 1998년 시즌의 개막 대략 3주 전에 라킨은 구멍난 화반을 위하여 목의 수술을 받기로 결정하였다. 그는 엄격한 고통을 겪지 않았으나 자신의 방어적 지위에서 활약하는 데 충분한 그의 팔을 들 수가 없었다.
1998년 9월 27일 배리, 그의 동생 스티븐 라킨, 2루수 브렛 분과 3루수 에런 분은 전부 그해 시즌의 마지막 경기를 위하여 동시에 내야수에서 활약하여 동시에 2명의 형제가 필드에 나온 메이저 리그 베이스볼 역사상 처음으로 만들었다.
1999년 라킨은 거의 로스앤젤레스 다저스로 이적될 뻔하였다. 그는 후에 자신의 이름이 쓰인 다저스 저지를 준 로스앤젤레스의 클럽하우스 출석자에 의하여 접근되었다고 말하였다.
2000년 7월 라킨은 레즈에 남기로 뉴욕 메츠로 이적되는 것을 막았다. 이적은 3명의 선수들 - 최고 마이너 리그 외야수 알렉스 에스코바르, 투수 에릭 캐맥과 제이슨 사엔즈를 라킨을 위한 교환에서 메츠에서 레즈로 보내려고 하였다. 라킨은 자신이 뉴욕 메츠에서 활약을 즐기면서 메츠로 갈 것이라고 말하였으나 메츠는 그를 다수해의 계약으로 맺으려 하지 않았다. 레즈는 그를 2천 7백만 달러 어치의 3년으로 계약을 맺었다. 그해 시즌에 라킨은 자신의 손가락 부상을 2번이나 당하여 59개의 경기들을 놓쳤고 무릎이 삐었다. 그는 4월에 손가락 수술, 9월에 무릎 수술을 받았다.

### 후반 경력
2001년 라킨은 사타구니 부상과 분투하여 자신의 활약의 비난을 격려하였다. 방송인 조 넉스홀은 방송에 라킨이 패하였다고 말하였다. 8월으로 봐서 부상은 라킨을 45개의 경기들로 제한시켰다. 그는 사타구니 부상의 평가 동안에 진단된 탈장을 위하여 끝나는 시즌의 수술을 받았다. 2002년 시즌 동안에 라킨은 145개의 경기들에서 활약하였으나 메이저 리그에서 자신의 첫 완전한 해 이래에 .245의 최저 타구 평균을 안타하였다. 자신이 많은 경기들을 놓치지 않았어도 라킨은 흉곽, 햄스트링, 어깨, 목과 발가락으로 부상들과 다루었다.
2003년 라킨은 5월 후순으로 봐서 종아리뼈 부상들과 함께 장애자 명단에 2개의 일정 기간을 보냈다. 그해 후순에 레즈의 최고경영책임자 존 앨런과 함께 부자연스러운 계약 협상들이 있는 동안에 라킨은 거의 팀을 떠났다. 라킨은 자신이 만약 은퇴하려는 데 확실하지 않았던 이유로 2004년 10월 2일을 위하여 계획된 은퇴식을 취소하였다. 그 시즌에 라킨은 .289점의 타구 평균을 위하여 안타하였다. 2005년 2월 그는 은퇴를 선언하였다.
강한 시즌 이후에 라킨의 은퇴에 소감을 남기면서 스포츠 특약 기고가 테런스 무어는 테드 윌리엄스의 은퇴와 비교를 끌어냈다.
신시네티 레즈와 자신의 19년간 경력에서 라킨은 2340개의 안타들과 함께 .295점을 치고 198개의 홈런, 1329개의 득점과 379개의 도루를 가졌다. 야구 역사가이자 전문가 빌 제임스는 라킨은 스포츠 사상 가장 위대한 유격수들 중의 하나로 불러 자신의 New Bill James Historical Baseball Abstract에서 그를 6위에 놓았다. 6개의 시즌들에서 중요한 활약 시간을 놓침에 불구하고 라킨은 3회의 골든 글로브 상(1994 ~ 1996)을 수상하고 12회의 올스타(1988 ~ 1991, 1993 ~ 1997, 1999, 2000, 2004)로 선발되었다. 그는 1996년 33개의 홈런과 36개의 도루를 가질 때 30-30 클럽에 가입하는 데 첫 메이저 리그 유격수가 되었다.

## 은퇴 이후

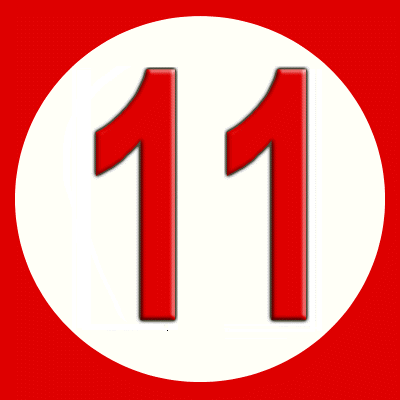
배리 라킨의 등번호 11번은 레즈에 의하여 2012년 영구결번 되었다.

은퇴 이후에 라킨은 워싱턴 내셔널스에서 총지배인에 특별 수석인으로 기용되었다. 내셔널스와 함께 그는 전 레즈 총지배인 짐 보우던 아래에서 일하였다. 라킨은 레를 위하여 일하는 데 희망을 두었으나 USA 투데이는 앨런이 그 기회를 제거하면서 그의 2003년 계약이 동의되지 않았다고 보고하였다. 2008년 그는 스튜디오 분석자로서 MLB 네트워크와 계약을 맺었다.
그는 2009년 월드 베이스볼 클래식에서 미국 팀을 위한 벤치 코치였고, 미국 팀 감독 데이비 존슨이 자신의 양자 결혼식에 참석하러 떠날 때 푸에르토리코를 상대로 2번째 라운드 경기에서 미국 팀을 감독하였다. 2008년 7월 20일 신시내티 레즈 명예의 전당과 박물관은 라킨, 세사르 게로니모, 오거스트 허먼과 조이 제이를 헌액시켰다. 헌액식은 다운타운 신시내티에 있는 듀크 에너지 센터에서 열렸다. 2009년 3월 24일 칼리지 야구 재단은 라킨을 포함한 그해의 국립 칼리지 야구 명예의 전당에 포함된 10명의 선수들과 코치들의 이름을 공고하였다.
2011년 라킨은 베이스볼 투나잇의 분석자로서 ESPN을 위하여 내셔널스를 떠났다.

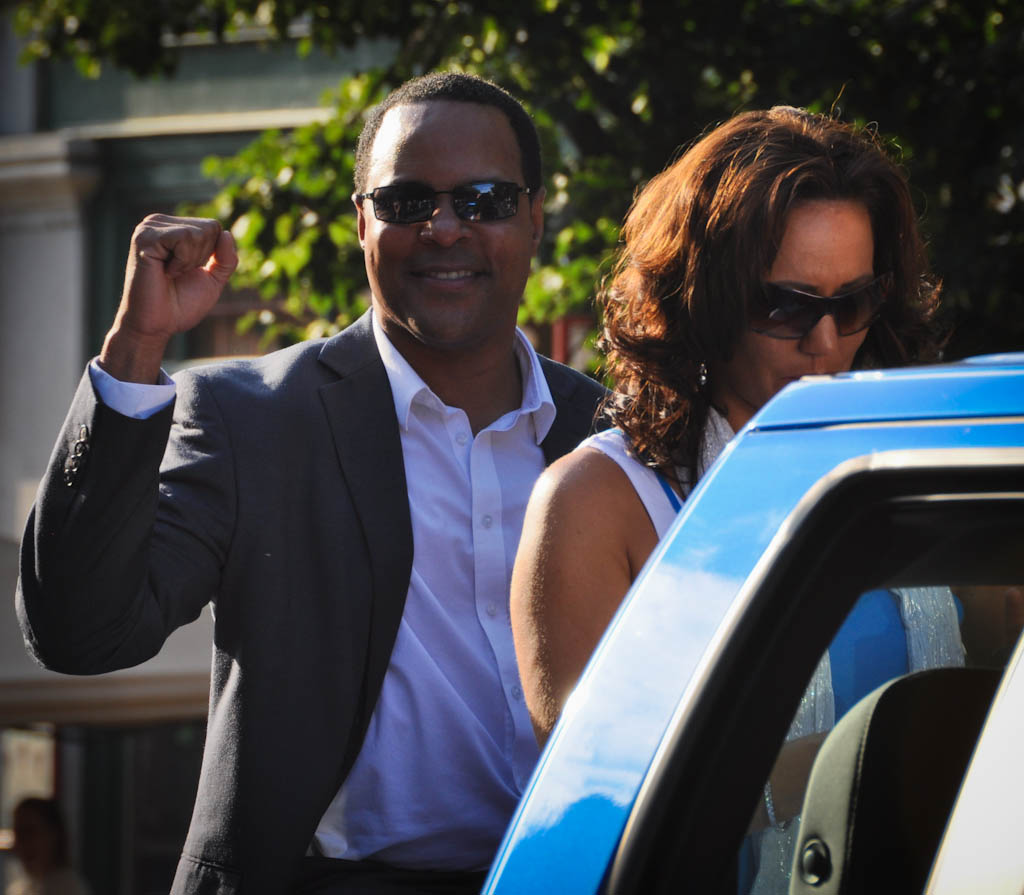
2013년 야구 명예의 전당 헌액 행렬에서

2012년 라킨은 투표의 86.4 퍼센트와 함께 명예의 전당으로 투표되었다. 그는 명예의 전당으로 헌액되는 데 8번째 레즈 선수이자 24번째 유격수였다. 8월 25일 그의 등번호 11번은 그레이트 아메리칸 볼파크에서 열린 공식 식전에서 영구 결번 되었다. 2010년 명예의 전당을 위한 적임의 자신의 첫 해에 라킨은 투표의 51.6 퍼센트를 받았다. 2011년 그는 투표의 62.1 퍼센트를 받아 헌액되지 않은 선수들 중에 제일 높았고 전체로 봐서 3위였다.
그는 2013년 월드 베이스볼 클래식을 위하여 브라질 야구 국가대표팀을 감독하는 데 브라질 야구 연맹에 의하여 초대를 받았다. 브라질은 처음으로 이벤트를 위하여 합격하는 데 개최국 파나마를 꺾었다. 이벤트는 원래 푸에르토리코에서 열리는 데 계획이 잡혔으나 브라질에서 큰 일본 야구의 영향을 받은 이유로 그들은 일본에서 야구를 하였다. 팀은 자신들의 월드 베이스볼 클래식 데뷔에서 우승하지 못하고 첫 라운드에서 제거되었다.
라킨은 청소년의 사회, 감정과 교육 개발에서 스포츠를 이용하는 데 챔피언스 스포츠 컴플렉스를 지었다.
2013년 11월 디트로이트 타이거스의 총지배인 데이브 돔브로스키는 팀의 열린 감독 지위를 위하여 라킨을 인터뷰할 작정이었다고 확실하게 하였다. 라킨은 직업과 함께 교제한 시간의 위탁으로 인하여 인터뷰를 거절하였다. 11월 3일 브래드 애스머스가 타이거스의 새 감독으로 임명되었다.
2014년 탬파베이 타임스는 라킨이 탬파베이 레이스의 감독 직업을 위하여 인터뷰된 10명의 후보들 중의 하나였다고 보고하였다. 라킨은 팀의 3명의 최종자들 중에 있지 않았고 그 직업은 최종적으로 케빈 캐시에게 갔다. 라킨은 2015년 5월 마이너 리그 순회 내야수 강사로서 신시내티 레즈에 가입하였다. 그는 2016년의 봄 훈련 동안에 빅리그 클럽을 도왔다.

## 같이 보기
- 30-30 클럽